# شوغاكوكان آسيا
شوغاكوكان آسيا هي شركة نشر للمانغا يقع مقرها في سنغافورة. افتتحت الشركة في عام 2014 وهي شركة تابعة لشوغاكوكان. يتم توزيع أصداراتها في سنغافورة وماليزيا وإندونيسيا والفلبين وتايلاند وبروناي.